# Потоцкий, Францишек Салезий
Граф Францишек Салезий Потоцкий (14 июня 1877, Печера — 17 октября 1949, Краков) — польский политик, журналист и консервативный общественный деятель. 2-й и последний ординат Тепликский (1909—1920). Владелец Ситковцев.

## Биография
Представитель польского магнатского рода Потоцких герба «Пилява». Старший сын графа Константа Юзефа Потоцкого (1846—1909), 1-го ордината Тепликского (1892—1909) и Иоанны Потоцкой (1851—1928).
Вместе с Феликсом Конечным (главный редактор) был автором журнала «Славянский Мир» (1904). Его письма из Санкт-Петербурга в 1906 году были опубликованы в газете «Czas» («Время») в качестве политической корреспонденции. В 1918 году вместе с семьей уехал в Польшу. До ноября 1918 года работал в Гражданском Центральном Комитете на Украине, созданном для опеки над поляками.
После возвращения на родину Францишек Салезий Потоцкий поселился в Кракове. Сотрудничал с газетой «Czas», стал членом Польского Публицистического Агентства. Писал статья в газетах «Przeglad Katolicki» («Католическое обозрение») и «Czas». Принадлежал к Правой Национальной Партии.
В декабре 1927 года вступил в Беспартийного блока сотрудничества с правительством. В октябре 1928 года был назначен начальником Департамента вероисповеданий в министерстве религиозных конфессий и просвещения.
В 1930 году он представлял правительство в переговорах с Автокефальной православной церковью в Польше. Искал союза с церковью и, прежде всего, православного духовенства с государством. Создал факультет православного богословия в Варшавском университете, был инициатором передачи православных богослужений на польском радио (разработал проект указа равноправия конфессий на радио). Но министерство внутренних дел и министерство Обороны вело свою политику по отношению к православию. Летом 1938 года на Люблинщине было уничтожено 114 церкви, польские власти пытались насаждать среди православного населения католицизм. Граф Потоцкий также вел переговоры с католической церковью в отношении конфискованного у православных имущества после заключения Брестской унии. Только при примасе Августе Хлонде было достигнуто соглашение. Также начал переговоры с Евангельско-Аугсбургским костёлом, что урегулировать его отношения с государством.
В сентябре 1938 года Францишек Салезий Потоцкий подал в отставку. Он был очень увлечен спиритизмом, написал брошюру «W wirze ezoteryzm» («В гуще эзотерики»).
Был удостоен многочисленных государственных и церковных наград, в частности, «Krzyżem Papieskim Pro Fide et Ecclesia in Russia Merito».

## Семья и дети
Женился в Олыке 16 июня 1903 года на Маргарите Марии Радзивилл (16 декабря 1875 — 17 июля 1962), дочери Фердинанда Радзивилла (1834—1926), ордината Олыцкого и Пшигодзицкого, и Пелагеи Сапеги (1844—1929). Их дети:
- Игнацы Констант Юзеф (23 марта 1904 — 11 ноября 1937), женат с 1931 года Ядвиге Дембинской (1908—1990), 3 детей
- Роза Мария Магдалена (15 апреля 1906 — 7 июля 1984), муж с 1939 года граф Казимир Мысельский (1904—1984), 2 детей
- Пелагея Жозефина (16 октября 1909—1996)
- Константин Ян Павел Мария (26 июня 1910 — 15 декабря 1988), жена с 1952 года графиня Анна Рей (род. 1925), 2 детей.